# Économie publique
L'économie publique est une branche de l'économie qui étudie les rapports entre l'État et le secteur privé, ainsi que les politiques économiques des États. Les principaux thèmes abordés par l'économie publique sont le développement économique, le bien-être, les inégalités et la redistribution des richesses. L'économie publique traite aussi des questions de la tarification, de la concurrence et de la réglementation économique. Les contours de l'économie publique comme discipline sont mouvants. Le sujet principalement traité jusqu'en 1991 était celui des taxes. Par la suite d'autres sujets ont été traités comme l'éducation.
L'économie publique s'inscrit dans l'analyse microéconomique.

## Concept
L'économie publique est souvent confondue avec l'économie politique, quoique les termes désignent des branches différentes de la science économique.
Du fait de l'importance de la figure de l’État en France, l'économie publique est pendant longtemps un des domaines les plus explorés par les économistes français.
L'économie publique s'attache à étudier les questions liées au bien-être, aux inégalités, à la redistribution des richesses, et au développement économique. Ces questions sont abordées à travers des analyses sur les effets de réglementations, de la coordination de l'action publique, ou encore des services publics. Sur les services publics, l'économie publique interroge leur quantité et les prix associés.
L'économie publique juxtapose le politique et l'économique en prenant en compte les effets des politiques publiques et de l'action de la puissance publique dans les affaires privées.
Henry Charles Carey propose de redistribuer les richesses aux producteurs, ces producteurs demandant du temps pour produire, pour créer un surplus de biens (et non un surplus d'argent) permettant l'économie de travail. Ainsi la créativité humaine est de plus en plus favorisée, de façon cumulée. Il y a donc selon lui inversion des rôles dans l'économie monétaire, le salarié étant au cœur de son économie, défendant même les femmes. Carey a créé une science économique après la création d'une banque nationale publique, d'Alexander Hamilton. Cette banque permet de créer des biens au lieu de s'enrichir par l'argent, pour économiser du travail selon l'économie réelle.

## Méthodes et outils
L'économie publique s'inscrit de plus en plus dans une méthode d'économie expérimentale. Plott (1981) et Roth (1988,1990) ont favorisé l'usage de l'économie expérimentale pour aider la prise de décision par les acteurs publics.